# Fernand Neuray
Hyacinthe Fernand Neuray (Étalle, 28 mei 1874 - aan boord van de Jean Laborde, in zicht van Athene, Griekenland, 29 maart 1934) was een Belgisch journalist.

## Levensloop
Neuray was een van de tien kinderen van Théophile Neuray en van Mélanie Jacques. Na zijn humaniora in het Klein Seminarie van Bastenaken, legde hij de kandidatuur wijsbegeerte en letteren af voor de middenjury. Daar maakte hij kennis met de historicus Godefroid Kurth en op zijn uitnodiging trok hij naar de Universiteit Luik, waar hij gedurende twee jaar diens cursussen volgde over de oorsprong van de moderne samenlevingen.
Hij begon zijn journalistieke loopbaan als hoofdredacteur van L’Avenir du Luxembourg. Hij werd vervolgens, in 1898, hoofdredacteur van de leidinggevende krant van de katholieke partij Le Vingtième Siècle, die grotendeels eigendom was van Charles de Broqueville en mee financieel ondersteund werd door onder meer Édouard Empain.
Hij vertrok in 1914, bij de Duitse inval, naar Frankrijk en gaf daar zijn krant verder uit. In 1915 voegde hij er in Le Havre een Nederlandse versie aan toe, De Vaderlander of Het Vaderland. Hij vertrok toen naar Parijs en daar klom de Vingtième Siècle tot een oplage van 40.000 exemplaren. Om dit te kunnen realiseren, aarzelde hij niet om op de zwarte markt papier aan te kopen. Het waren geen partijkranten meer, maar kranten die de nationale eenheid wilden bevorderen en aan medewerkers van verschillende strekkingen het woord gaven.
In maart 1918, met goedkeuring van de Broqueville gaf hij de Vingtième Siècle op en op 18 maart verscheen het eerste nummer van een nieuwe krant La Nation Belge, die een minder partijgebonden koers voer. Priester Norbert Wallez hernam de oude titel en gaf een heel wat conservatiever om niet te zeggen meer reactionaire inhoud aan het blad, waar vanaf 1925 Hergé met zijn tekeningen en stripverhalen aan meewerkte.
Neuray was een invloedrijk journalist, die zich niet vergenoegde met het volgen van de politiek maar er zelf invloed wilde op uitoefenen. Hij had gemakkelijke toegang tot de koning en tot alle belangrijke politici van het land.
In 1934 stierf hij tijdens een cruise in de Middellandse Zee, hem aanbevolen door zijn arts vanwege zijn oververmoeidheid.
In Elsene draagt een straat zijn naam. Ook in Étalle is er een Rue Fernand Neuray en op de zuidgevel van het gemeentehuis is een bronzen medaillon ter zijner nagedachtenis ingemetseld.

## Publicaties
- Quinze Jours en Égypte, 1908.
- La Belgique Nouvelle - À Travers Quatre Ans De Guerre (1914-1918),  Brussel, G.Van Oest & Cie, 1918).
- Le Mirage Russe, in: "La Revue Universelle" tome XVIII, n° 10, 15 augustus 1924
- (samen met Albert Devèze,  Jules Renkin & Emile Vandervelde), Pour l'examen de maturité, in: Le Flambeau, 1924.
- Entretiens avec Clemenceau, Prométhée, Parijs, 1930.
- Godefroid Kurth, Un demi-siècle de vie Belge, Brussel, 1931.

Bundeling van bijdragen, in drie volumes na zijn dood uitgegeven:
- Cassandre, Essais et mémoires, Brussel, 1934.
- Portraits et souvenirs, Brussel, 1934.
- Regards sur l'Europe, Brussel, 1934.